# Hermetizem
Hermetízem ali hermeticízem (iz pridevnika hermetičen: zaprt, neprepusten), predstavlja skupino filozofskih in verskih prepričanj, prvenstveno izhajajočih iz spisov, ki jih pripisujejo Hermesu Trismegistu. Ta prepričanja so vplivala na magične tradicije in dlje, pri čemer so služila kot zbir verskih prepričanj. Ne glede na to, kakšen je bil vpliv teh verskih prepričanj, vsa izhajajo iz naukov in knjig, ki jih pripisujemo Hermesu Trismegistu, ki je v njih predstavljen kot modrec in egipčanski svečenik, velikokrat pa se ga istoveti z egipčanskim bogom Totom.
V islamu je bil hermetični kult sprejet kot sabianski, omenjen v Koranu leta 830.

## Zgodovina
Corpus Hermeticum
Po stoletjih nezanimanja za hermetizem, kakor tudi za vse druge poganske religije, je Zahod ponovno odkril hermetizem leta 1460 po Kr., ko je neki mož po imenu Leonardo prinesel Corpus Hermeticum v Pistoio. Bil je eden izmed mnogih slov, ki jih je po evropskih samostanih odposlal vladar Pistoe, Cosimo de' Medici, da bi poiskali zgubljene antične spise. 
V začetku so predvidevali, da hermetični spisi segajo v čas pred Platonom in Mojzesom, a je hermetizem izgubil večino svojega blišča, ko je leta 1614 švicarski filolog, Isaac Casaubon opravil analizo jezikovnega stila hermetičnih besedil in prišel do zaključka, da so bili spisi zapisani v prvih stoletjih prvega tisočletja n. št. Učenjaki, ki so opravili jezikovne analize grških besedil, so prišli do podobnih zaključkov. Walter Scott jih je postavil v čas kmalu po letu 200 n. št., medtem ko jih je Sir W. Flinders Petrie umestil med letnici 200 in 500 pr. Kr. Plutarhova omemba Hermesa Trismegista seže v prvo stoletje po Kr., kar pomeni, da je Scott delo datiral po njegovem pravem datumu. 
Leta 1945 so hermetične spise našli med zapisi v bližini Nag Hammadija, in sicer v obliki enega od pogovorov med Hermesom in Asklepijem iz Corpusa hermeticuma ter besedilo o hermenevtičnih šolah misterijev, O Ogdoadi in Eneadi, napisanih v koptskem jeziku, zadnji obliki zapisa egipčanskega jezika. 

## Hermetizem kot religija
Svoje vere vsi hermenevtiki ne smatrajo kot religijo. Mnogi jih interpretirajo kot sebi lastno krščanstvo, budizem, judaizem ali islam z dodatkom mističnih idej. Spet drugi trdijo, da imajo vse velike religije v svojem osrčju vsaj nekaj mističnih resnic in da vse religije kažejo na ezoteričen pridih hermetizma. 
Tobias Churton, ki preučuje obskurna verska gibanja, trdi, da je »hermenevtična tradicija zmerna ter fleksibilna in zato predstavlja strpno filozofsko religijo, vero v (vseprisoten) um, prečiščeno sprejetje Boga, kozmosa v samem sebi in nudi veliko pozitivne korajže za spiritualnega iskalca, skratka vse, česar učenec ne more dobiti nikjer drugje.«

## Verska in filozofska besedila
Četudi je bilo Hermesu Trismegistu po krivem pripisano avtorstvo veliko več besedil, hermanevtiki običajno trdijo, da je avtor 42 knjig. A kakorkoli že, večina knjig je bila po izročilih uničena v požaru Velike aleksandrijske knjižnice. Obstaja tudi razprava o tem, kdo je to knjižnico uničil. Glej Velika aleksandrijska knjižnica za več informacij.   
Obstajajo tri poglavitna dela, ki predstavljajo široko znana besedila za hermetična prepričanja:
Corpus Hermeticum predstavlja osnovo in najbolj znano besedilo, sestavljeno iz zgoraj omenjenih grških spisov. Šestnajst knjig je zapisanih kot dialog med Hermesom in vrsto drugih udeležencev. Prvi dialog poteka med Pojmandrom (znanem tudi kot Nous in Bog) in Hermesom, ki bi se naj bil pravkar prebudil iz meditativnega stanja ter predstavlja prvi Hermesov stik z Bogom. Pojmander Hermesa uči skrivnosti univerzuma in vse kasnejše knjige v glavnem opisujejo kako Hermes uči druge, kot na primer Asklepija in svojega sina Tata.  
Smaragdna plošča Hermesa Trismegista predstavlja kratko delo, katerega bistvo predstavlja v okultističnih krogih zelo znan têrmin: »Kakor zgoraj, tako spodaj«. Vsebinskoopisni prevod te besede iz izvirnika, kot ga je opravila Dennis W. Hauck, se glasi: »Tisto, kar je spodaj, odgovarja tistemu, kar je zgoraj, in tisto, kar je zgoraj, odgovarja tistemu, kar je spodaj, da bi izpolnilo čudež Enega«.  
Plošča tudi omenja tri dele modrosti celotnega univerzuma, znanje o katerih Hermes pripisuje sebi in zaradi česar je prejel ime Trismegist (trikrat veliki, ali Ao–Ao–Ao, kar pomeni »največji«). 
Po pripovedih, je to ploščo našel Aleksander Veliki v Hebronu, menda na grobnici Hermesa. Takšna vsebina izročila seveda pomeni, da je bil Hermes smrtnik, ne glede na to, ali mu je bilo resnično tako ime. 
Kibalion: Hermetična filozofija je knjiga, ki je izšla leta 1912. Izdale so jo tri osebe, ki so se poimenovale »Trije posvečenci« in njihovo identiteto menda danes že poznamo. Govori se, da je knjiga obstajala že pred izidom v ustni obliki, pri čemer je krožila v različnih okultnih »krogih« ali skupinah. V tej knjigi je razloženih mnogo hermetičnih načel.  
Ob tem obstaja še Totova knjiga, katere avtor je prav tako Hermes Trismegist. 

## Trodelna modrost univerzuma
Hermes Trismegist nosi ime Tristmegist, kar pomeni »trikrat veliki« ali »trikrat največji«, kajti, kakor trdi v delu Smaragdna plošča Hermesa Trismegista, pozna tri dele modrosti celotnega univerzuma. Trije deli modrosti univerzuma so alkimija, astrologija in teurgija. 
Alkimija – gibanje Sonca – Za hermanevtiko alkimija ne predstavlja postopek spremembe dejanskega svinca v dejansko zlato, temveč poskus človeka, da se spremeni iz osnovnega človeka (ki ga simbolizira svinec) v mojstra (ki ga simbolizira zlato). Različne stopnje kemične destilacije in fermentacije, med njimi, so metafore za Veliko Delo (lat. Magnum Opus), ki se izvaja na duši. 
Astrologija – gibanje Lune – Hermes trdi, da je Zoroaster odkril ta del modrosti celotnega univerzuma, astrologijo, in o njej poučil ljudi. Po hermetizmu je zelo verjetno, da imajo gibanja planetov pomen tudi zunaj zakonov fizike in so pravzaprav metafore za simbole v umu Vsega, ali Boga. Astrologija vpliva na Zemljo, a ne narekuje naših dejanj in človek dobi modrost, ko ugotovi, kaj ti vplivi so in kako mora z njimi občevati. 
Teurgija – gibanje zvezd – V kolikor sodimo po delu Apologija, avtorja Giovannija Pica della Mirandola obstajata dve vrsti magije, ki si povsem nasprotujeta. Prva se imenuje γοητεια, Goëtia, ali črna magija in je v povezavi z zlimi duhovi (kot na primer demoni). Druga je teurgija, božja magija, ki je v povezavi z božjimi duhovi (kot so na primer angeli, nadangeli, Bog). 
Besedo teurgija prevajamo kot »Znanost ali umetnost božjih del« in predstavlja praktični vidik hermetične umetnosti alkimije. Še več, alkimija predstavlja«ključ« do teurgije, končni cilj, tj. združitev z višjimi sobitji, kar končno vodi do dosega Božje zavesti. 
Hermetična verovanja
Hermenevtika je panentistični verski sistem, ki uči, da obstaja en Bog oziroma en »Vzrok«, katerega del je vse, kar obstaja. Ta verski sistem bi naj izviral iz Egipta in ima močne filozofske vezi s to deželo. Po svoje hermetika pripada tudi tisti miselni usmeritvi, ki trdi, da v univerzumu obstajajo tudi bitja kot so angeli, demoni, sestopljeni učeniki in elementalna bitja. 
Manly P. Hall, prostozidar 33. stopnje in hermetski učenjak, trdi, da je hermetika prvenstveno navdihnila tri gibanja, in sicer iluminate, prostozidarje in rosnokrižnarje. 
Bog in resničnost
Z vidika hermetike je vse v umu Vsega, hermetitične koncepcije Boga, kakor je izpovedana v Kibalionu: »Dali smo vam hermetične nauke, upoštevajoč mentalno naravo univerzuma – resnice, da 'je univerzum mentalen – vsebovan v umu VSEGA'«.
Vsakdo in vse v univerzumu je del te entitete. Ker je vse mentalno, je tudi vibracija. Vse vibracije vibrirajo od najgostejših fizičnih delcev, skozi mentalna stanja, do najvišjih spiritualnih vibracij. V hermetiki je edina razlika med različnimi stanji fizične snovi, njihovo mentalnostjo in spiritualnostjo, frekvenca njihovih vibracij. Višja kot je, bolj je oddaljena od bazne materije. 
Klasični elementi
Štirje klasični elementi zemlje, vode, zraka in ognja se v alkimiji pogosto uporabljajo in tudi v knjigi Corpus Hermeticum so pogosto omenjeni.